# 草鞋山遗址

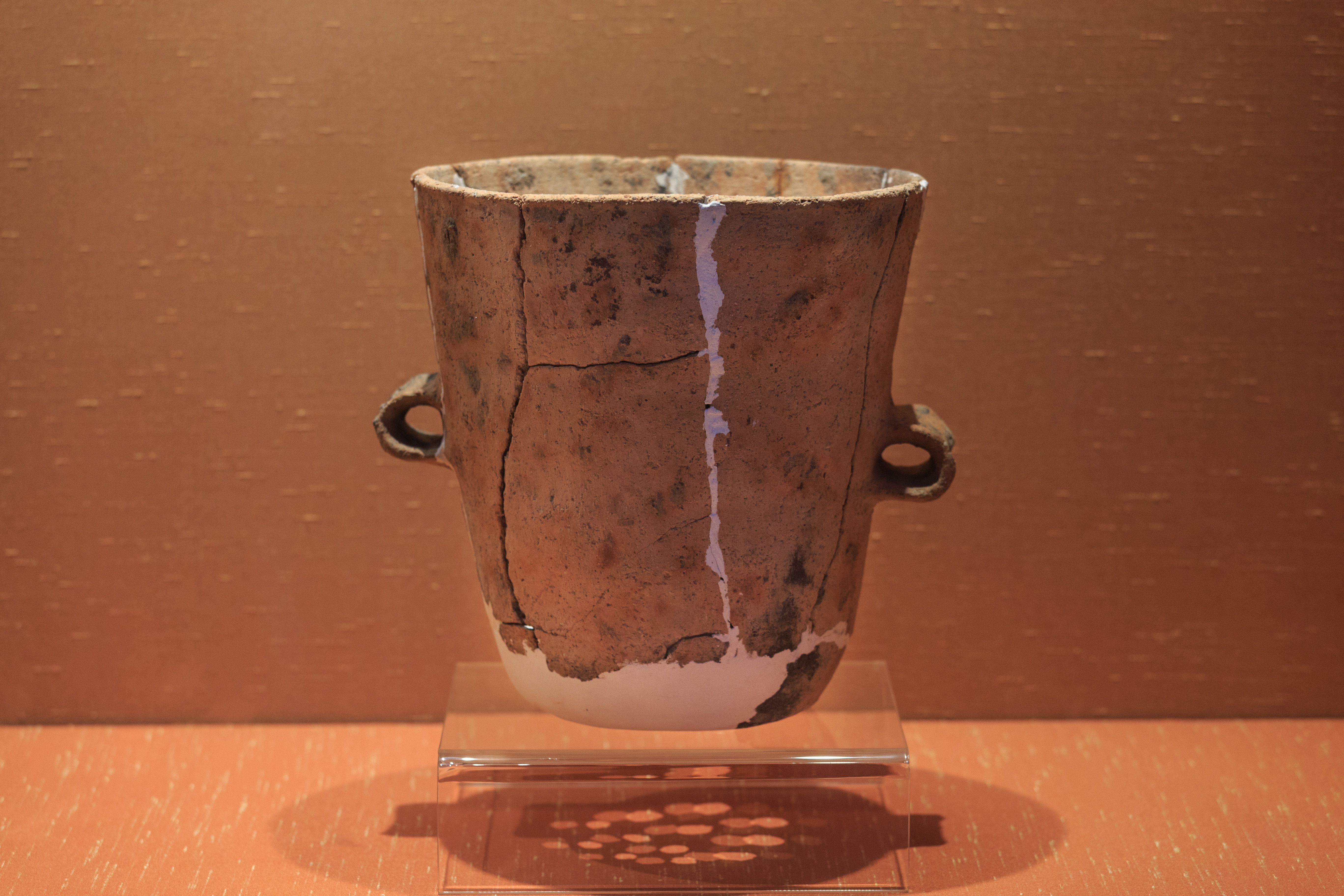
红陶甑——马家浜文化，草鞋山出土

草鞋山遗址位于中国江苏省苏州市苏州工业园区唯亭街道，是一个新石器时代遗址，1995年列入江苏省文物保护单位，2013年被列为第七批全国重点文物保护单位。
6000多年前的新石器时代，唯亭镇北阳澄湖畔的草鞋山就有人居住，本遗址的发现证明了长江中下游的太湖流域也是中国古代文明的起源地之一。本遗址于1956年发现，1972年至1973年进行发掘，发现已炭化的稻谷、残存的纺织品碎片和许多磨光的石器、骨器、陶器和玉器等。

## 内容

### 10个文化地层
草鞋山遗址的文化堆积厚达11米，考古专家把它分为10个文化地层。说明如下：
耕土层，厚0.2~0.3米。
第一层，灰褐土，厚约0.8米。出土几何形印纹陶片、釉陶片，发现了包括有几何形印纹硬陶器、釉陶器的六组遗物，属于春秋时代的吴越文化。
第二层，黄褐土，厚约1米。发现墓葬的陶器。
第三层，灰土，厚2米左右。出土贯耳壶、竹节柄豆的黑皮陶片、鱼鳍形鼎足，这些是带有良诸文化特征的陶片。
第四层，褐土，厚1.2~1.5米。发现三座墓粼，器物很少，同苏州市越城遗址中层墓葬出土物相近。
第五层，黄白色淤土，厚0.25~0.3米。包含陶片很少。
第六层，红褐土，厚0.25米。发现八十九座幕弹，同上海市青浦崧泽遗址中层的墓葬相同。
第七层，黑褐土，厚0.9米左右。发现六座墓葬。
第八层，黑土，厚0.7米。
第九层，绿灰土，为绿黑土和灰黄土层相间的夹心土，厚1.5米。共厚2.2米。这两层发现了一百零六座墓葬，同浙江嘉兴马家浜遗址上层的墓葬相同。
第十层，厚1-2米。发现居住遗迹十一个灰坑，出土稻谷、菱、动物遗骨、纺织物残片等，陶片大多为夹砂褐陶，也有一些夹砂红陶。与马家浜和吴江梅堰两遗址的下层相近。

### M198墓葬
M198墓葬是一座典型的良渚文化类型墓葬，出土了大型玉琮、玉璧等随葬玉器。其中有3件玉琮，第一件出土的被誉为“中华第一玉琮”，是因为第一打破了考古界对玉琮年代的原有普遍认知，证明良渚时期就已经有玉琮；第二打破了对社会等级分化的原有普遍认知，使人们认识到，在距今五千年左右，社会分化已经比较严重了。

### 文物价值
草鞋山遗址保存有长江下游史前文化完整的发展序列，再现了长江下游史前人类历史的发展史，是长三角地区历史发展的一部完整的“地书”，为研究太湖地区、长江下游的古代文化提供了典型地层与文化遗物，具有考古学上的里程碑意义。 
自考古发掘以来，以“四个最”闻名于世。
第一，草鞋山遗址是江南地区迄今为止所发现的文化发展序列保存最完整的遗址，被考古界称为“江南史前文化标尺”。文化层堆积厚达11米，共10个层级，从下往上依次为马家浜文化、崧泽文化、良渚文化，文化层连续叠压，被称为江南“三叠层”。
第二，首次在史前墓葬中出土玉琮，被称为“中华第一玉琮”。打破了对玉琮年代以及社会等级分化的原有普遍认知。
第三，最早发现有人工灌溉系统的古水稻田，是稻作文化起源的最直接例证。
第四，最早发现的葛纺织品实物，是先民走向文明的一个重要标志。

## 官网
https://caoxieshanpark.cn/

## 附近交通
苏州轨道交通11号线草鞋山站位于此遗址公园附近。此外，草鞋山考古遗址公园亦有多条公交线路到达。